# Hayley Jones (athlétisme)
Pour les articles homonymes, voir Hayley Jones et Jones.
Hayley Jones (née le 14 septembre 1988) est une athlète britannique spécialiste du sprint.

## Carrière
En 2013, elle remporte la médaille de bronze du relais 4 × 100 mètres des Championnats du monde de Moscou. Initialement quatrièmes, les relayeuses britanniques se voient adjuger la troisième place quelques heures plus tard à la suite de la disqualification du relais français pour un passage de relais hors zone.

## Palmarès
| Date | Compétition                   | Lieu    | Résultat | Épreuve   | Temps   |
| ---- | ----------------------------- | ------- | -------- | --------- | ------- |
| 2007 | Championnats d'Europe juniors | Hengelo | 1re      | 200 m     | 44 s 52 |
| 2013 | Championnats du monde         | Moscou  | 3e       | 4 × 100 m | 42 s 87 |

## Records
| Épreuve | Performance | Lieu       | Date           |
| ------- | ----------- | ---------- | -------------- |
| 100 m   | 11 s 31     | Manchester | 22 juin 2013   |
| 200 m   | 23 s 29     | Wigan      | 7 juillet 2013 |
| 400 m   | 11 s 31     | Pavie      | 5 mai 2013     |

## Vie extra-sportive
Hayley Jones est étudiante à l'Université de Loughborough.
Elle sait jouer de la guitare et elle est supportrice du club de football de Manchester United
.